# Lissonota pygmaea
Lissonota pygmaea är en stekelart som beskrevs av Gabriel Strobl 1902. Lissonota pygmaea ingår i släktet Lissonota och familjen brokparasitsteklar. Inga underarter finns listade i Catalogue of Life.